# Léopold-Georges Pelletier
Pour les articles homonymes, voir Pelletier (homonymie).
Léopold Georges Pelletier (né le 14 décembre 1677 à Montbéliard, où il est mort le 5 décembre 1745) est un des premiers pasteurs piétistes du Ban de la Roche, prédécesseur (de 1707 à 1712) de Jean Georges Stuber et de Jean-Frédéric Oberlin.

## Le Ban de la Roche, terre de dissidence religieuse
Région du massif des Vosges pauvre, habitée de paroissiens méprisés (une expression courante pour les désigner est celle de « mangeurs d'herbe »), le Ban de la Roche  (aujourd'hui dans le Bas-Rhin) est, au XVIIIe siècle, un poste peu recherché, peut-être même un poste de punition pour les pasteurs luthériens, si bien que ceux qui la desservent sont souvent soit incompétents (Stuber a beaucoup parlé des « pasteurs médiocres ») soit dissidents. L'isolement et l'oubli dans lesquels sont tenues ces vallées vosgiennes ne présente malgré tout pas que des inconvénients. Jean Georges Stouber avait coutume de dire que « dans ces postes, les pasteurs avaient plus à craindre le mépris et l'oubli qu'un contrôle et une surveillance sévères ». 
Le premier pasteur piétiste connu est Johann Duvernois, ministre à Waldersbach de 1691 à 1695. Ses idées piétistes sont connues par son action dans la paroisse allemande de Montbéliard et dans sa paroisse d'Étupes, mais aucune source ne permet de parler de son action au Ban de la Roche.
Léopold Georges Pelletier est le second pasteur piétiste du Ban de la Roche, prédécesseur (de 1707 à 1712) de Jean Georges Stuber et de Jean-Frédéric Oberlin.

## Pelletier au Ban de la Roche
Pelletier arrive de Montbéliard au Ban de la Roche, nommé par l'église luthérienne, en 1708.
Son action est connue avec quelque détail grâce à une lettre en date du 14 avril 1807 adressée par Oberlin à la « chère Convention des prédicateurs de Herrnhut », c'est-à-dire aux Frères Moraves de Nikolaus Ludwig von Zinzendorf, lettre publiée à l'intérieur du livre de Loïc Chalmel cité en sources.
Oberlin écrit :
« En l'an 1708, à l'époque de Monsieur le pasteur Pelletier de Montbéliard, un homme de Dieu qui appartenait sans doute à la communauté des Frères, la paroisse comptait de nouveau quelque quatre cents âmes ... »
Il poursuit :
« C'est donc par les Princes de Veldenz que la Réforme est parvenue chez nous. Mais la vie en Jésus-Christ, conforme à l’Évangile, y est venue par M. le pasteur Pelletier, que Satan put chasser d'ici par ses instruments, pour le remplacer par le méchant Pierre Rayot, également originaire de Montbéliard. Celui-ci fut vraiment sournois : certes, il baptisait les enfants des familles pieuses (nommés les piétistes et les saints) parce qu'il y était obligé, mais il ne les inscrivait pas dans le registre des baptêmes. »
Il précise :
« Je vous expliquais plus haut qu'après quatre ans seulement de ministère dans notre région, le cher Léopold Georges Pelletier en fut chassé. En effet, les princesses régnantes de l'époque, en considération des plaintes instantes et perpétuelles, se crurent obligées de lui signifier son congé parce qu'il ne voulait pas admettre n'importe qui à la Sainte Cène, conformément à la remarquable discipline en vigueur dans les communautés de Frères. »

## Réunions « de réveil » et coups de fusil
Conformément à la tradition piétiste, Pelletier organise des réunions « de réveil » avec les paroissiens les plus réceptifs, sur le modèle des collegia pietatis de Philipp Jacob Spener. La réaction des « exclus » nous est narrée par Catherine Caquelin, nièce d'un participant (récit dans les Annales du Ban de la Roche du pasteur Oberlin, cité en sources) :
« Ce fut particulièrement dans notre heureuse famille que Dieu fit germer les bonnes semences qui nous furent données par son valet M. PELETIER. Il se forma alors, et déjà auparavant, et du temps même du ministère de M. PELETIER dans le pays, de saintes réunions dans la paroisse ; elles étaient composées de véritables fidèles. Ma grand-mère racontait que ces réunions se tenaient ordinairement chez son oncle Sébastien et chez sa tante, dans une maison du Beaulieu à Waldersbach. mais Satan mit tout l'Enfer en mouvement contre ces réunions, et fit que l'on se moqua de tous ceux qui les fréquentaient ; ensuite, on les calomnia. Un bourgeois de Waldersbach tira un coup de fusil au travers de la vitre chez cette tante et la balle vint friser la tête de son mari dans le lit et perça la paroi ... On n'osa plus se rassembler, et on fit des réunions privées chacun chez soi ... »
« Mon oncle Sébastien » est en principe, sauf homonymie complète, le même Sébastien Caquelin qu'en 1736 l'on trouvera en route pour la Pennsylvanie sur la Princess Augusta.

## Maintien de groupes dissidents au Ban de la Roche
Pelletier est destitué de son poste en 1712, mais il maintient le contact avec ses fidèles. Loïc Chalmel, en page 33 de son livre cité en sources, évoque la possibilité qu'un travail d'édification se soit poursuivi secrètement, et cite (note de bas de page n°1, page 33) les correspondances  qu'il continue d'échanger avec ses amis du Ban de la Roche (Archives municipales de Strasbourg, ms 466 et 226).
La persistance d'un groupe de piétistes au Ban de la Roche entre le départ du pasteur Pelletier (1712) et l'arrivée du pasteur Stuber (1750) est une possibilité. Un document qui pose question est l'autobiographie rédigée à la demande de l'Église Morave, à laquelle il appartenait, par Peter Bingelli (Pierre Pinckele en France, Peter Binckley en Amérique) un Suisse de Guggisberg (canton de Berne) ayant vécu sa jeunesse au Ban de la Roche et ayant immigré en Amérique sur la Princess Augusta en 1736. Il fait écrire (car il est illettré) :
« In the year 1736 he and several other Awakened families emigrated to America. »
« Awakened families » : cette référence à un état d'éveil fait penser aux « réunions de réveil » du pasteur Pelletier. Le mot « réveil » appartient au vocabulaire piétiste. On ne peut certes en déduire avec certitude l'appartenance doctrinale des personnes « éveillées » qui continuaient de se réunir au Ban de la Roche ; on ne les classera pas trop vite parmi les piétistes, car il y avait d'ailleurs aussi des anabaptistes venus du canton de Berne (Suisse). Cependant, une fois en Amérique, donc totalement libre, Peter Binckley rejoint les Frères Moraves et non un groupe anabaptiste, comme on s'y attendrait en se fondant sur sa naissance à Guggisberg, dans le district de Schwarzenburg
Le feu de la dissidence semble ne s'être jamais éteint au Ban de la Roche.

## Relations entre l'église luthérienne, Moraves, les piétistes et les anabaptistes
Les événements relatés plus haut illustrent toute l'ambiguïté des relations entre l'église luthérienne et ses piétistes.
Ceux-ci, en général, ne cherchaient pas à rompre avec l'Église mais à en être un ferment intérieur. Ils étaient donc (sauf s'ils étaient chassés, ce qui se produisait souvent) à la fois dedans et différents. Les piétistes du Ban de la Roche sont des paroissiens de l'église luthérienne, mais ils ont leurs propres réunions « de réveil » ; les autres paroissiens se sentent exclus, peut-être pas sans raison, puisque le pasteur Pelletier n'admet pas tout le monde à la Sainte Cène. Réciproquement, son successeur baptise les enfants des familles piétistes, mais ne les inscrit pas au registre paroissial. Il y a donc un évident potentiel de rupture sous-jacent, qui apparaît même dans la bouche de personnes de caractère cordial (voir plus haut la référence à Satan faite par Oberlin expliquer l'arrivée en poste de son collègue le pasteur Rayot). 
En sens inverse, les relations amicales entre piétistes et Moraves sont évidentes à la lecture de la lettre d'Oberlin à la communauté de Herrnhut, mais elles n'impliquent pas l'adhésion, bien au contraire, puisque, dans l'idéal, piétistes et Moraves souhaitaient que chacun reste dans son Église d'origine tout en étant sensible aux ferments du réveil et en les transmettant aux membres de leur Église d'origine. Donc : on n'adhère pas formellement aux Frères Moraves si l'on est piétiste, ni à une hypothétique Église piétiste si l'on est Morave, mais on connait chacun les idées de l'autre et on peut les partager. Dans la même lettre, Oberlin dit d'une part que Pelletier « appartenait sans doute à la communauté des Frères » (sous-entendu, dans le contexte : « Frères Moraves »), et d'autre part il qualifie de « piétistes » les familles auxquelles le pasteur Rayot refuse l'enregistrement au registre paroissial. Être piétiste ou morave, les qualifications sont interchangeables dans cette lettre d'Oberlin à la communauté d'Herrnhut.
Quant aux anabaptistes du Ban de la Roche, au XVIIIe siècle, ils sont souvent Amish et prennent la Bible au pied de la lettre, ce qui est une attitude fondamentalement différente de celle du piétiste qui privilégie son expérience personnelle. Même quand les relations inter-individuelles sont cordiales, il n'y a pas de confusion possible entre ces deux façons de se positionner.

## Sources

### Manuscrites
- Jean-Frédéric Oberlin, Annales du Ban de la Roche, peut être lu au musée Oberlin de Waldersbach.
- (en) Memoir of Brother Peter Binkley, traduit de l'allemand vers l'anglais par le Dr. Adelaide Fries, 1934, Southern Moravian Archives, Winston Salem, North Carolina ; lecture en ligne

### Imprimées
- Loïc Chalmel, Oberlin, le pasteur des Lumières, La Nuée Bleue, 2006, 240 p.
- Denis Leypold, Solange Hisler, Pierre Moll, Eva Braun, Jean Frédéric Oberlin au Ban de la Roche, Association du Musée Oberlin, 1991, 89 p.